# Sclerocypha bisignata
Sclerocypha bisignata är en trollsländeart som först beskrevs av Robert McLachlan 1870.
Sclerocypha bisignata ingår i släktet Sclerocypha och familjen Chlorocyphidae. Inga underarter finns listade i Catalogue of Life.